# 96 v.Chr.
Het jaar 96 v.Chr. is een jaartal volgens de christelijke jaartelling.

## Gebeurtenissen

### Italië
- In Rome wordt Lucius Cornelius Sulla door de Senaat benoemd tot praetor van Cilicië (in Anatolië).

### Syrië
- Antiochus VIII Grypos wordt in Antiochië vermoord door zijn minister Heracleon, hij laat de Syrische troon na aan zijn vijf zonen:
  - Seleucus VI Epiphanes
  - Antiochus XI Epiphanes
  - Philippus I Philadelphus
  - Demetrius III Eucaerus
  - Antiochus XII Dionysus
- Cleopatra Selena I, de weduwe van Antiochus VIII, trouwt met Antiochus IX Cyzicenus.
- Seleucus VI Epiphanes (96 - 95 v.Chr.) volgt zijn vader Antiochus VIII op en bestijgt als koning de troon van de Seleuciden.

### Palestina
- Obodas I (96 - 85 v.Chr.) volgt Aretas II op als koning van de Nabateeërs. Hij zet de oorlog tegen het Hasmonese koninkrijk voort.

### Klein-Azië
- Mithridates VI van Pontus wordt door de Romeinen uit Cappadocië verdreven.

## Overleden
- Antiochus VIII Grypos (~141 v.Chr. - ~96 v.Chr.), koning van het Seleucidenrijk (Syrië) (45)